# Kloster Werthenstein

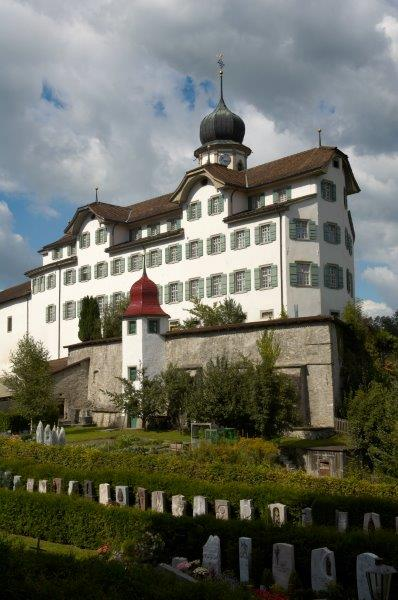
Kloster Werthenstein

Das Kloster Werthenstein im Kanton Luzern steht auf einem Felsen über der Kleinen Emme.

## Geschichte
Die Geschichte des Klosters beginnt im 16. Jahrhundert und wird mit einer Engelserscheinung in Verbindung gebracht. Die Geschichte von den Engeln, die ein Goldwäscher gesehen und gehört haben will, sprach sich rasch im Volk herum. Dies und verschiedene unerklärliche Heilungen verlangten nach einer baulichen Bezeichnung des verehrten Ortes. So wurde die erste Kapelle mit drei Altären errichtet, die im August 1520 geweiht wurde. Während der Reformationszeit kam das Gnadenbild von Fribach (Kt. Bern) nach Werthenstein. Die Pietà wurde zum Zentrum der neuen Wallfahrt. 
Die alte Kapelle vermochte die Pilgerströme bald nicht mehr zu fassen und der Luzerner Rat beschloss 1607 ein neues Gotteshaus zu bauen. Das Gnadenbild bekam einen Ehrenplatz auf dem Kreuzaltar. 1616 weihte der Bischof Johan Jakob Mirgel die Wallfahrtskirche ein. 1631 wurde der Kirchenhügel ausgemessen und Pläne für das Klostergebäude gemacht. Eine Urkunde belegt, dass das Kloster am 5. Mai 1636 an die Franziskaner übergeben wurde. 
Am 5. Februar 1826 stürzte das Tuffsteingewölbe des Langhauses der Kirche ein. Nur 12 Jahre später hob die Luzerner Regierung das Kloster auf, nachdem sie schon 1798 die Aufnahme von Novizen verboten hatte. Sie versteigerte das Mobiliar und benutzte das Kloster kurze Zeit als Taubstummenanstalt. Die Wallfahrtskirche wurde als Pfarrkirche genutzt, und über die nächsten 100 Jahre wurde die einst reiche Ausstattung des Klosters bis auf wenige Reste in alle Winde zerstreut. 
Ab 1909 dienten die Klosterwirtschaft und die sog. «Arche» den Missionaren von der Heiligen Familie. Verschiedene Renovationsarbeiten ab 1953 gaben der Anlage ihr heutiges Aussehen.

## Architektur und Ausstattung
Der Eingang der Kirche ist von den Pfyfferkapellen flankiert. Das Langhaus ist eher schlicht gehalten. Aufwändiger Blickfang sind der Hochaltar und die kunstvoll geschnitzte Kanzel. Bei der Betrachtung der Wandbilder trifft man an der nordöstlichen Ecke auf die Wendelinkapelle, die sich unauffällig in die Arkadenfolge einfügt.

## Pilgerort
Um 1530 kamen jährlich etwa 30‘000 Pilger nach Werthenstein und die Zahl war steigend. Im 18. Jahrhundert waren es bereits um die 80‘000 Pilger. Werthenstein galt einst als zweitgrösster Wallfahrtsort der Schweiz, direkt nach Einsiedeln. Auch heute finden Pilger aus der näheren und weiteren Umgebung ihren Weg zu dieser Verehrungsstätte Mariens. 
Werthenstein liegt am Jakobsweg. Die Pilger folgen dem Uferweg der Kleinen Emme entlang. Kurz vor Werthenstein verengt sich das Flusstal. Nach einer Biegung wird oberhalb eines Felsenbandes das Kloster „Unsrer lieben Frau“ und die Wallfahrtskirche sichtbar.

## Bildergalerie

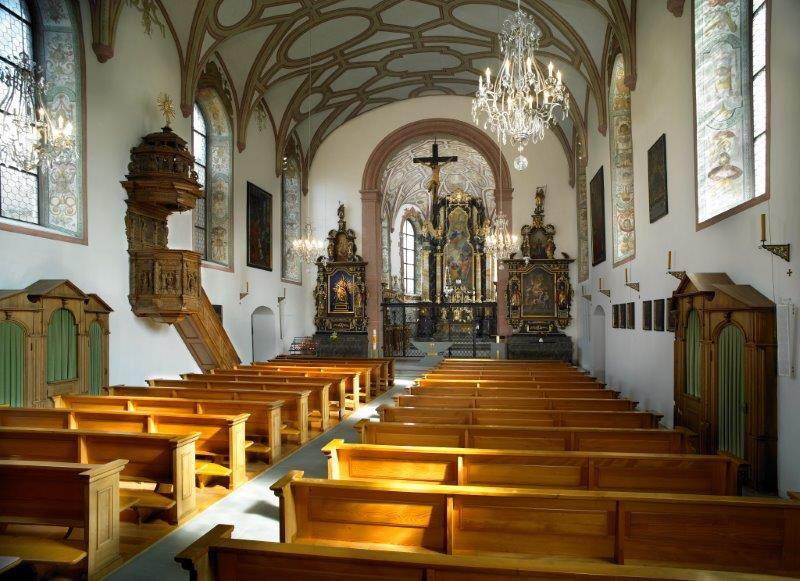
Innenansicht Wallfahrtskirche
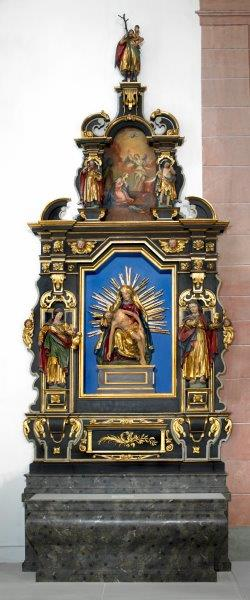
Linker Seitenaltar
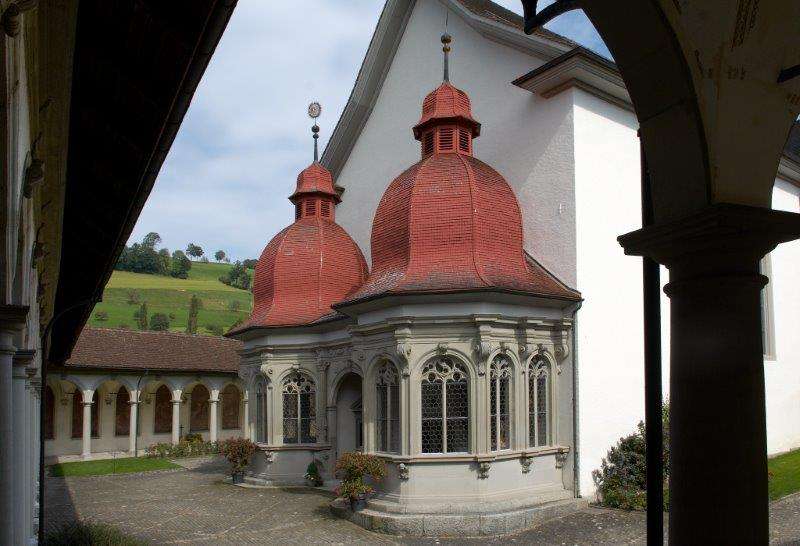
Pfyfferkapelle, welche die Wallfahrtskirche flankiert